# Dryophytes cinereus
La raganella americana (Dryopytes cinereus Schneider, 1799), detta anche raganella verde americana, è un anfibio della famiglia Hylidae, molto diffuso nel sud degli Stati Uniti d'America. Comune nei cortili, è popolare come animale domestico ed è l'anfibio simbolo degli stati della Georgia e della Louisiana.
In passato, questo anfibio, come numerose altre specie, era ascritto al genere Hyla ed era conosciuto più comunemente come Hyla cinerea. Una recente revisione della famiglia Hylidae ha portato alla riclassificazione di molte di queste specie e al loro inserimento nel genere Dryophytes.

## Descrizione
Queste rane sono verdi, di medie dimensioni e lunghe fino a 6 cm. Il loro corpo di solito è verde, con sfumature che vanno dal giallastro-oliva brillante al verde limetta. Il colore può cambiare secondo l'illuminazione o la temperatura. Piccole macchie d'oro o di bianco possono presentarsi sulla pelle, e possono anche avere righe di colore bianco, giallo pallido o crema che corrono dalle mandibole o dalle labbra superiori fino all'inguine. Hanno la pelle liscia e grandi cuscinetti tra le dita. I loro addomi vanno dal giallo pallido al bianco. I maschi hanno le gole grinzose (che indicano il sacco vocale) e sono leggermente più piccoli delle femmine.

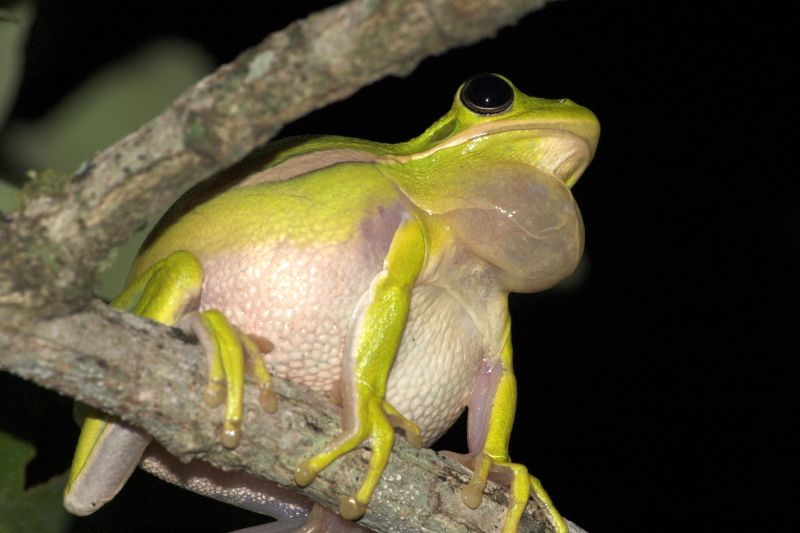
Con il sacco vocale disteso

## Distribuzione e habitat
Queste rane si trovano negli Stati Uniti centrali e sudorientali, con una distribuzione geografica che va dalla costa orientale del Maryland alla Florida meridionale, con popolazioni ad ovest fino al Texas centrale e a nord fino al Delaware e al New Jersey meridionale. Le rane sono considerate  monospecifiche, ma si è osservata una variazione clinale dalla Florida verso nord lungo la Pianura costiera dell'Atlantico. Questa può essere probabilmente attribuita "al risultato di una forte selezione e/o deriva."
Le raganelle americane "preferiscono gli habitat con abbondante vegetazione galleggiante, erbe e code di gatto" e si trovano spesso in "piccoli stagni, grandi laghi, acquitrini e ruscello e si possono trovare anche di notte in una piscina in cortile.

## Comportamento
Poiché queste rane sono piccole e si spaventano facilmente, spesso non si trovano bene ad essere toccate frequentemente. Alcuni esemplari, tuttavia, sembrano effettivamente tollerare il contatto occasionale, perciò la frequenza del contatto dovrebbe essere determinata su base individuale. Le ranocchie tendono ad essere notturne e in cattività saranno le più attive una volta che le luci si siano spente. I maschi emettono richiami per la maggior parte dell'anno, specialmente dopo essersi immersi nel vapore del serbatoio.

### Riproduzione

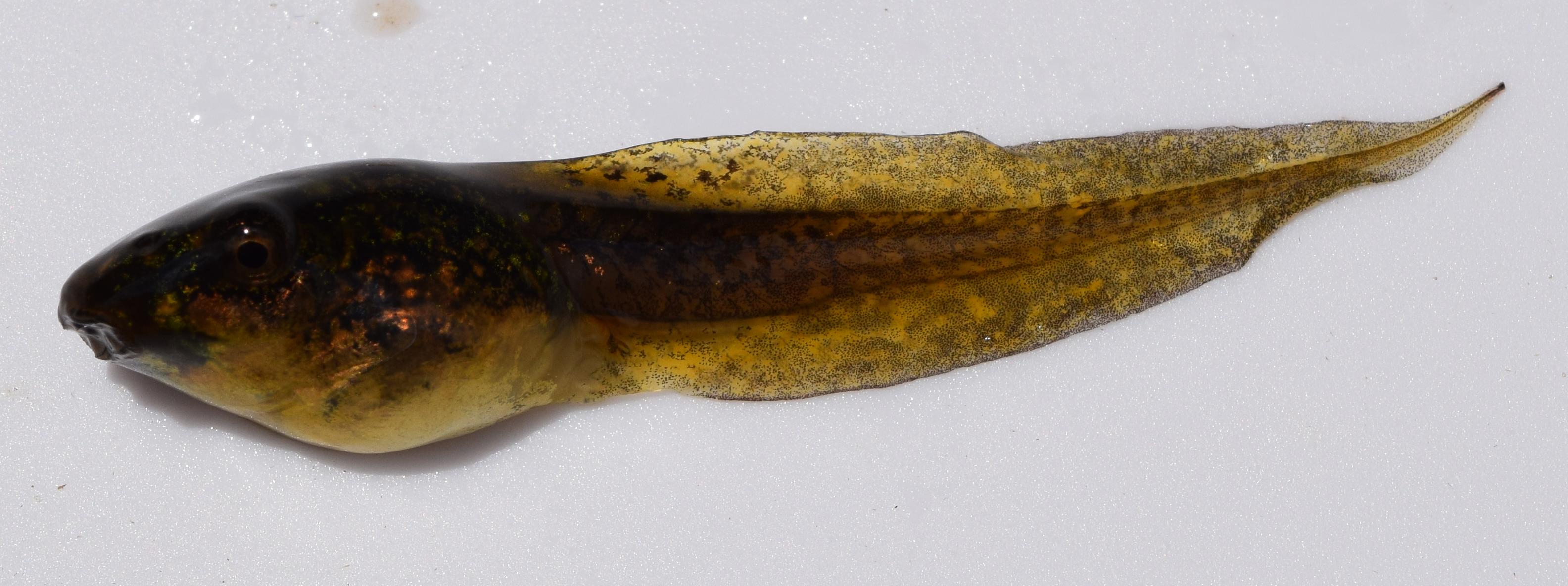
Girini

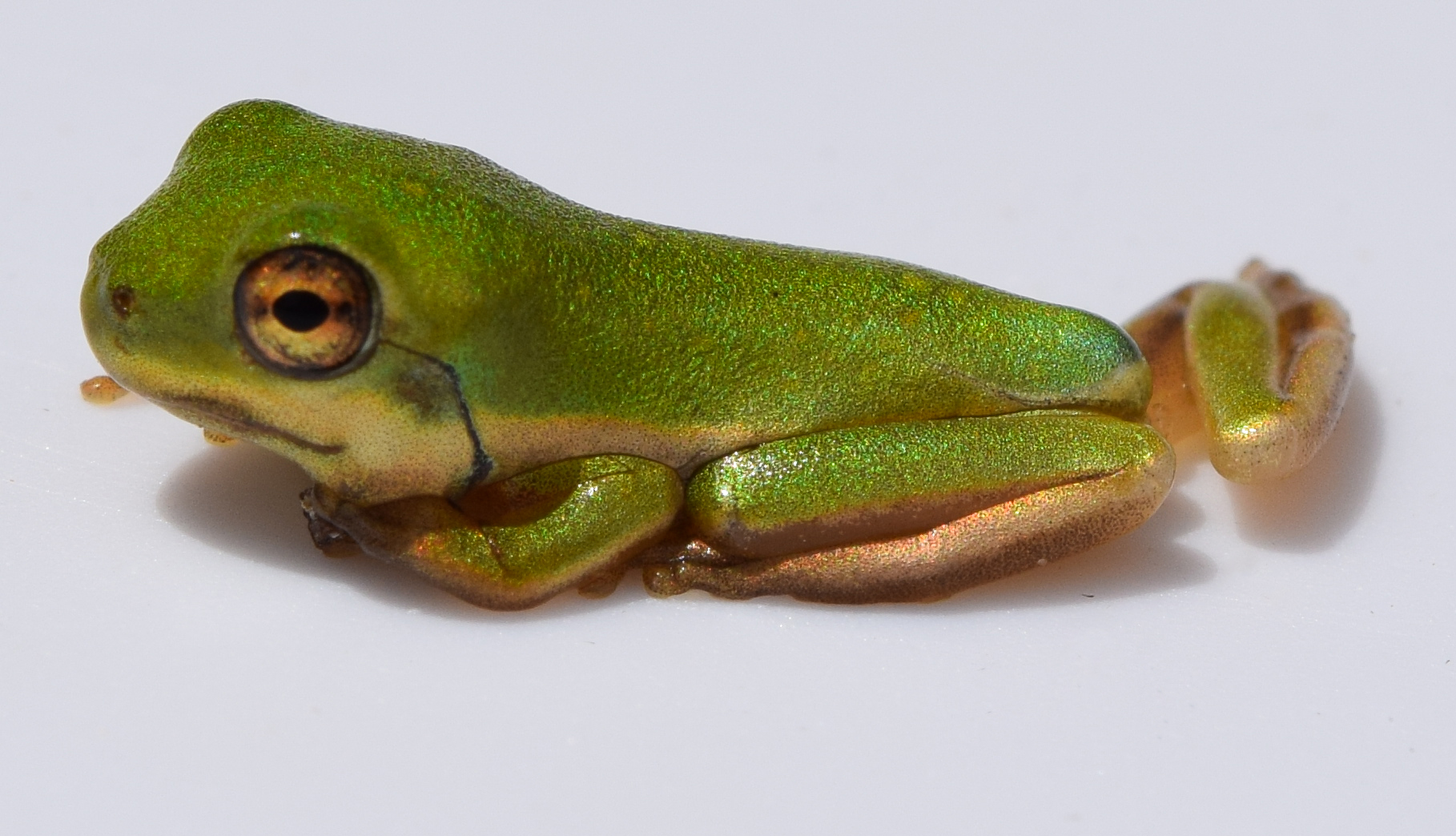
Metamorfo

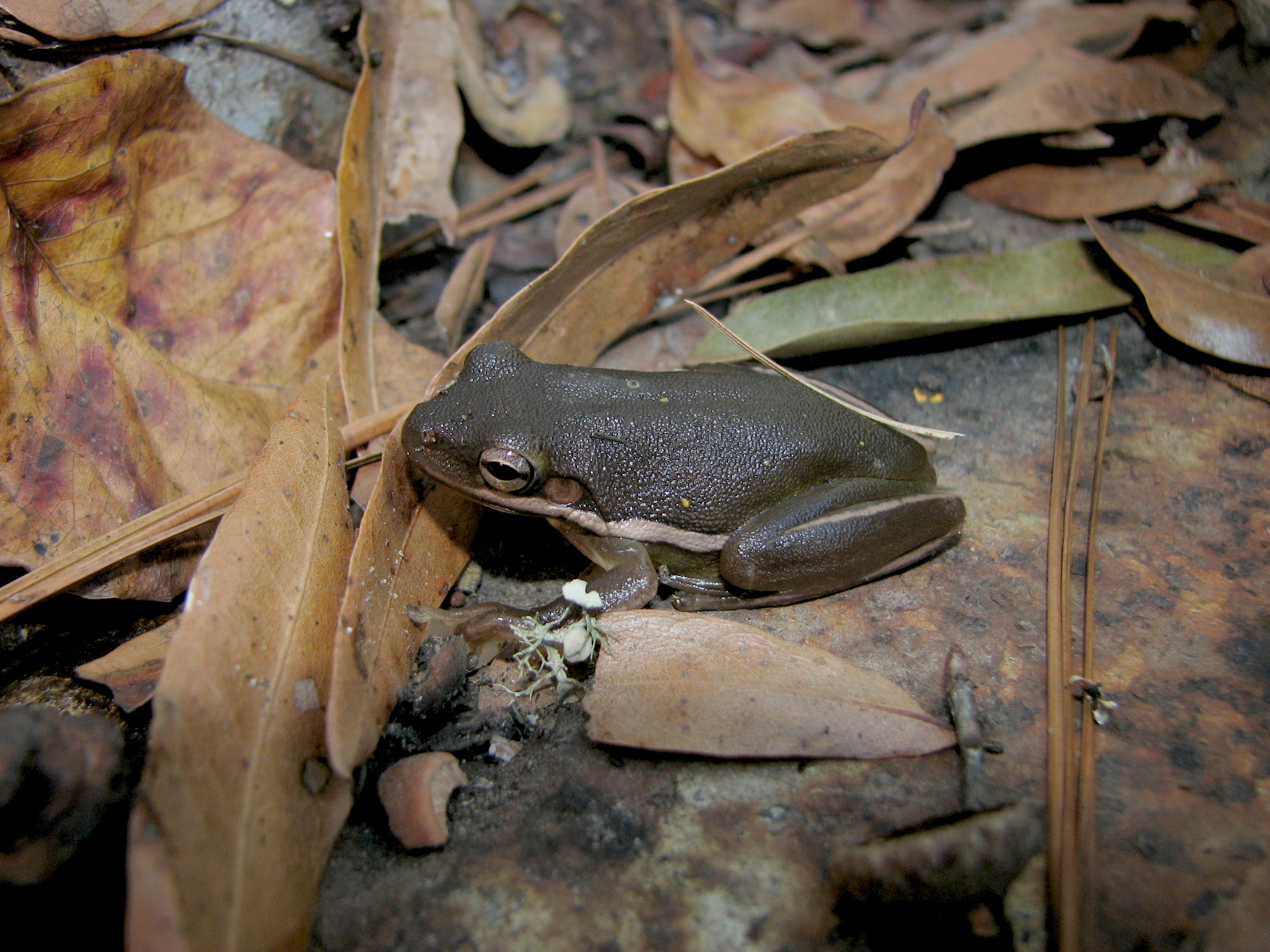
Le raganelle americane variano nel colore

Le femmine delle raganelle verdi americane si riproducono una volta all'anno, ma alcuni hanno covate multiple in un'unica stagione di accoppiamento. In una popolazione della Florida, "richiami pubblicitari dei maschi furono documentati tra marzo e settembre e coppie nell'amplesso furono osservate tra aprile ed agosto". Nella popolazione della Florida, si osservò che il numero medio di prole in un'unica covata era di circa 400 uova. Le uova possono impiegare tra quattro e 14 giorni per schiudersi, con una media di cinque giorni. Secondo il Animal Diversity Web del Museo di zoologia dell'Università del Michigan, "la dimensione femminile era correlata positivamente con la dimensione della covata, ma dopo la covata iniziale, il numero di uova quasi sempre diminuiva".
È noto che la riproduzione è fortemente influenzata dalla lunghezza del giorno dalla temperatura e dalle precipitazioni." Sebbene "l'influenza relativa di questi fattori non sia ben compresa," è noto che le rane generalmente si accoppiano dopo lepiogge, e i maschi più frequentemente quando la temperatura e la lunghezza del giorno aumentano. Alcune prove dimostrano che la lunghezza della stagione riproduttiva è collegata alla latitudine, con la lunghezza della stagione che diminuisce all'aumentare della latitudine a causa delle limitazioni di temperatura.
I maschi usano un richiamo pubblicitario distinto, "notevolmente diverso dai [sic] richiami di liberazione o avvertimento", per attirare le compagne. Una volta che la compagna è stata attirata, la coppia comincia l'amplesso, in cui "il maschio afferra saldamente la femmina per avvicinare le loro aperture cloacali per la fecondazione". I maschi sono poligami, cercando generalmente di accoppiarsi con quante più femmine possono attirare.
Nella Florida meridionale, la raganella cubana (Osteopilus septentrionalis) è una specie invasiva che ha un richiamo simile alla raganella americana per quanto riguarda i tempi e il tono. Uno studio ha scoperto che i loro richiami competono acusticamente tra loro a causa della loro somiglianza che limita lo spazio di comunicazione. Al fine di competere con la raganella cubana, le raganelle americane hanno modificato il loro richiamo per renderlo più breve, più forte e più frequente in modo che i potenziali compagni abbiano maggiori possibilità di individuare il richiamo.
Le raganelle verdi americane non mostrano alcun investimento parentale tranne che per l'accoppiamento e la deposizione delle uova.

### Alimentazione
Le raganelle americane sono insettivore, nutrendosi di solito di mosche, zanzare e altri piccoli insetti come i grilli. Uno studio ha suggerito che la rana seleziona la preda non in base alla sua dimensione, ma in base al suo livello di attività, con la preda più attiva che è quella più frequentemente mangiata. Lo stesso studio ha mostrato che "quasi il 90% delle prede dell'Hyla cinerea erano inseguite attivamente", mentre l'altro 10% erano "insetti che camminavano o abbastanza vicini da essere afferrati dalla lingua della rana".

## Come animali domestici
Queste rane somo popolari come animali domestici grazie alla loro piccola taglia, al loro aspetto e alle condizioni non impegnative richieste per prendersene cura. Diversamente da molti anfibi, esse non richedono riscaldamento artificiale. Hanno bisogno di un terrario grande (almeno quaranta litri) e si trovano meglio con un sostrato che trattenga un po' di umidità, come la corteccia a trucioli di tipo commerciale o la lettiera con la buccia di noce di cocco, o il terriccio non trattato sul pavimento del loro terrario. Le raganelle sono arboricole, perciò l'altezza del serbatoio è più importante della lunghezza. Una varietà di oggetti per arrampicarsi, come piante rami, dovrebbero essere nell'habitat. Dovrebbe essere incluso un piatto d'acqua poco profondo. Le rane in cattività non si dovrebbero toccare più del necessario; quando è necessario, si dovrebbero indossare guanti puliti.